# كأس إسكتلندا 1929–30
كأس اسكتلندا 1929–30 (بالإنجليزية: 1929–30 Scottish Cup)‏ هو موسم من كأس اسكتلندا. فاز فيه نادي رينجرز.